# Muzej turške in islamske umetnosti
Muzej turške in islamske umetnosti (turško Türk ve İslam Eserleri Müzesi)  je muzej na trgu Sultanahmet v okrožju Fatih v Istanbulu v Turčiji. Stavba je bila zgrajena leta 1524 kot palača Pargali Ibrahim Paše, drugega velikega vezirja Sulejmana Veličastnega in moža sultanove sestre Hatice Sultan. 
V muzejski zbirki so pomembni primerki islamske kaligrafije, keramičnih ploščic in preprog ter etnografski prikazi različnih kultur v Turčiji, zlasti nomadskih skupin. Slednje so prikazane kot bivalni prostori ali bivališča iz različnih časovnih obdobij in regij. 

## Zbirke
Muzej vsebuje bogato zbirko iz skoraj vseh obdobij islamske umetnosti in skoraj vseh regij od 7. do 20. stoletja.  Hrani tudi najobsežnejšo in po kakovosti eno najpomembnejših zbirk preprog na svetu z okoli 1700 primerki ter številne čilime. Poleg redkih seldžuških preprog zbirka vključuje primerke, ki so na Zahodu znani kot holbeinske preproge, ter pomembne ušaške in sarajske preproge. 
V muzeju so razstavljeni ilustrirani rokopisi, kaligrafije, koranski rokopisi, perzijske miniature, tugre, dokumenti državnih pisarn iz celega cesarstva in celo prepis IV. zvezka Mohamedove biografije Siyer-i Nebi.  
V zbirki rezbarskih del iz lesa so predmeti od 9. stoletja dalje, izjemno redki seldžuški eksponati iz 10. stoletja, eksponati iz osmanskega obdobja, vključno s stojali za Koran, minbarji, vrati, stebri in pohištvom. 
Predmeti iz kamna vključujejo predvsem kaligrafijo Omajadov, Abasidov, Mamelukov, Seldžukov in Osmanov. Obstaja tudi nekaj izjemnih slik in reliefov, zlasti seldžuških, ki prikazujejo npr. prizore lova, jezdece ali mitska bitja, kot so sfinge, grifini, zmaji itd. 
Na oddelku keramike so poleg izniške keramike, fajanse, mozaikov in izdelkov iz mavca na ogled tudi keramični izdelki iz Samare (Irak), Kašana (Iran), Rake in Alepa (Sirija), Seldžukov in Osmanov ter Kütahye in Çanakkaleja. Zbirko zaokrožuje zbirka stekla, začenši z deli iz 9. stoletja, in prek steklenih svetilk Mamelukov do osmanskih stekleničk za rožno vodo. 
Muzejska zbirka kovinskih predmetov ponuja pregled 800-letnega razvoja obdelave kovin, od almohadskih astrolabov, seldžuških vratnih trkal v obliki zmaja, anatolskih svečnikov, mameluških vodnih bazenov do osmanskih turbanskih okraskov, kadilnic, vrčev in namiznih postavitev. 
Etnološki oddelek prikazuje bivalne prostore in objekte različnih turških etničnih skupin iz različnih obdobij. Razstavni prostori nudijo prostor tudi za posebne nacionalne in mednarodne razstave. 
- Ostanki Konstantinopelskega hipodroma pod muzejem
- Dvorišče muzeja

- Kljuka vrat mošeje v Cizreju, Artukidska dinastija, začetek 13. stoletja
- Relief iz mavca, Sultanat Rum, 13.-14. stoletje
- Koran al-Nasirja Mohameda, Kairo, 1313–1314
- Izniška keramika iz Mileta,  15. stoletje
- Mihrabski svečnik, izdelan za sultana Bajazida II., ok. 1488
- Marmorni nagrobnik z groba Özdemir Bega (umrl 1493), mameluškega guvernerja Alepa
- Darovnica (vakfija) Haseki Hürrem Sultan, Istanbul, 1556–1557

- Rokopis Zubdat al-Tawarikh, Istanbul, 1583
- Egret, Istanbul, 16. stoletje

- Rokopis Korana, prepisan za Sejha Hamdulaha, datiran v april 1494
- Holbeinska preproga iz regije Bergama, 16. stoletje
- Rokopis Siyer-i Nebi, Istanbul, 17. stoletje
- Osmanska kiblanuma, prenosen astronomski instrument,ki kaže smer proti Kabi, Istanbul, 1738